# 스톤뮤직 엔터테인먼트
스톤뮤직 엔터테인먼트(영어: Stone Music Enterainment)는 CJ ENM의 음반 기획 및 유통 브랜드이다.
본래 서울특별시 은평구에 본사가 위치한 CJ ENM 산하의 연예 기획사 및 레이블이었지만, CJ ENM의 레이블 정비로 인해 2021년 3월 폐업했다.

## 역사

### 2017-2021: 주식회사 스톤뮤직엔터테인먼트
AOMG, H1GHR MUSIC, 아메바컬쳐, 하이라이트 레코즈 등과 같이 CJ ENM의 계열사로 소개되었으며, 레코드 레이블겸 연예 기획사로 알려졌다. 다비치, 로이킴 등의 소속사로 알려진 바 있다. 

### 2021-현재: CJ ENM의 레코드 레이블
2021년 3월, 주식회사 스톤뮤직엔터테인먼트가 폐업된 것으로 알려졌으며, CJ ENM의 음악 기획사 일원화를 위한 목적인 것으로 알려졌다. 실제로 스튜디오 블루, MMO 엔터테인먼트 (오프더레코드 엔터테인먼트), 스톤뮤직 엔터테인먼트 등이 웨이크원 엔터테인먼트로 통합된 것으로 알려졌다.
현재는 CJ ENM 음악콘텐츠사업본부가 발매하는 CJ ENM계열 제작사가 제작한 드라마 등의 사운드트랙 음반과, 협력 관계의 연예기획사의 아티스트 음반 발매 및 유통에 집중하고 있다.

## 레이블 사용 아티스트
다음은 레코드 레이블로 스톤뮤직 엔터테인먼트 브랜드를 이용하고 있는 아티스트 및 음반 발매 일람이다.

## 과거 소속 아티스트
다음은 주식회사 시절 소속되어 있던 아티스트 일람이다.

### 가수
| 유형   | 아티스트                                                | 데뷔 (소속) | 이적                | 이전 구성 |
| ------ | ------------------------------------------------------- | ----------- | ------------------- | --------- |
| 트리오 | SG워너비                                                | 2004 (2015) | 2018 (―)            | 채동하    |
| 트리오 | 김용준 이석훈 김진호                                    | 2004 (2015) | 2018 (―)            | 채동하    |
| 듀오   | 다비치                                                  | 2008 (2014) | 2021 (웨이크원)     | ―         |
| 듀오   | 이해리 강민경                                           | 2008 (2014) | 2021 (웨이크원)     | ―         |
| 솔로   | 정준영                                                  | 2010 (2013) | 2016 (C9)           | ―         |
| 그룹   | 스피카                                                  | 2012 (2015) | 2017 (해체)         | ―         |
| 그룹   | 김보아 박시현 박나래 양지원 김보형                      | 2012 (2015) | 2017 (해체)         | ―         |
| 솔로   | 로이킴                                                  | 2013 (2018) | 2021 (웨이크원)     | ―         |
| 솔로   | 에릭 남                                                 | 2013 (2015) | 2021 (에릭남컴퍼니) | ―         |
| 솔로   | 김재환                                                  | 2017 (2017) | 2019 (스윙)         | ―         |
| 그룹   | Fromis 9                                                | 2018 (2017) | 2018 (오프더레코드) | ―         |
| 그룹   | 이새롬 송하영 장규리 박지원 노지선 이서연 이채영 이나경 | 2018 (2017) | 2018 (오프더레코드) | ―         |
| 솔로   | 조유리                                                  | 2018 (2017) | 2021 (웨이크원)     | ―         |
| 솔로   | 하현상                                                  | 2018 (2018) | 2021 (웨이크원)     | ―         |
| 그룹   | TO1                                                     | 2020 (2020) | 2021 (웨이크원)     | ―         |
| 그룹   | 치훈 동건 찬 지수 민수 재윤 제이유 경호 제롬 웅기       | 2020 (2020) | 2021 (웨이크원)     | ―         |

### 방송인
| 유형 | 아티스트 | 데뷔 (소속) | 이적        |
| ---- | -------- | ----------- | ----------- |
| 배우 | 우잉제   | 2005 (2016) | 2017 (퇴사) |
| 배우 | 김민재   | 2015 (2015) | 2019 (냠냠) |

### 연도별 배출 아티스트
| 데뷔 | 아티스트 | 형태 | 구성원                                            | 변동        | 응원봉 색      | 팬덤              | 리더   |
| ---- | -------- | ---- | ------------------------------------------------- | ----------- | -------------- | ----------------- | ------ |
| 2004 | SG워너비 | 그룹 | 김용준 이석훈 김진호                              | 이적 (2018) | 황금           |                   | 김용준 |
| 2008 | 다비치   | 듀오 | 강민경 이해리                                     | 이적 (2021) | 하양           | 다비치코드        | 이해리 |
| 2013 | 로이킴   | 솔로 | 솔로                                              | 이적 (2021) | 빨강           |                   |        |
| 2013 | 에릭남   | 솔로 | 솔로                                              | 이적 (2020) | 빨강           |                   |        |
| 2018 | 조유리   | 솔로 | 솔로                                              | 이적 (2021) |                | GLASSY            |        |
| 2020 | TO1      | 그룹 | 치훈 동건 찬 지수 민수 재윤 제이유 경호 제롬 웅기 | 이적 (2021) | 청 백 황 적 흑 | 투게더 (TOGETHER) | 재윤   |